# Hermann Beitzke

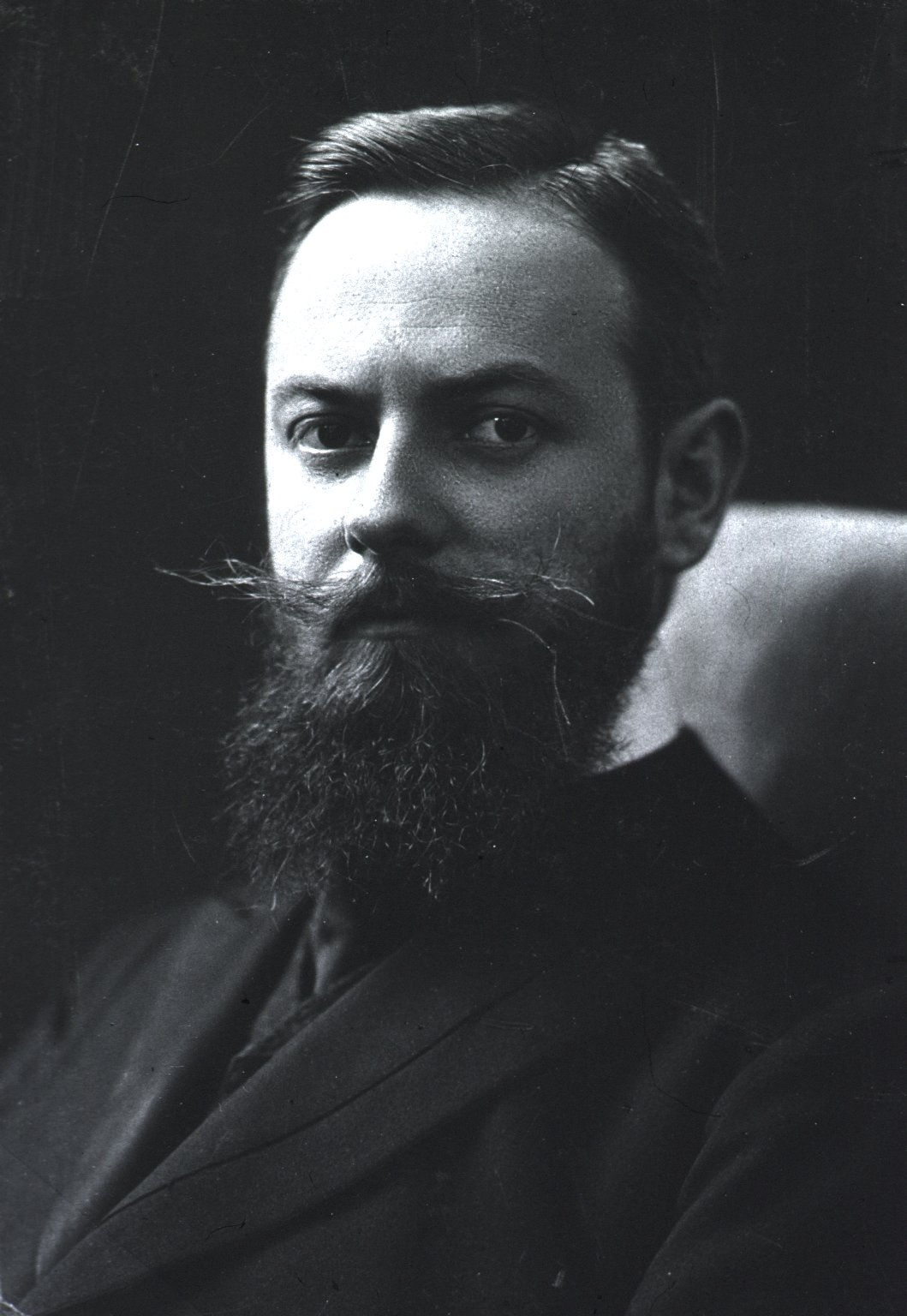
Hermann Beitzke (1910)

Hermann Beitzke (* 21. Juni 1875 in Tecklenburg (Westfalen); † 8. Juni 1953 in Graz) war ein Mediziner und Tuberkuloseforscher an der Universität Graz. Er war zweimal Dekan der medizinischen Fakultät und einmal Rektor der Karl-Franzens-Universität.

## Studium und Lehre
Beitzke studierte Medizin an den Universitäten Lausanne, Bonn, München und Berlin, bevor er 1899 in Kiel promovierte. Er arbeitete in der Folge von 1900 bis 1901 als Assistent am Hygienischen Institut in Halle an der Saale und war danach bis 1902 am Pathologischen Institut in Göttingen. Danach wechselte er bis 1906 an das Pathologische Institut in Berlin. 1905 promovierte er sich in Berlin für allgemeine Pathologie und Pathologische Anatomie. 1911 wurde Beitzke Professor in Lausanne, bevor er 1916 an die Medizinische Akademie in Düsseldorf wechselte. Danach lehrte er zwischen 1922 und 1941 an der Universität Graz. In seinen Forschungen konzentrierte sich Beitzke vor allem auf die Pathologie der Infektionskrankheiten und war Mitherausgeber der „Ergebnisse der gesamten Tuberkuloseforschung“.

## Familiäres und Privates
Hermann Beitzke war verheiratet mit Irma, geb. Krönig, und der Vater von Günther Beitzke.
Seit seinem Studium war er Mitglied der schlagenden Studentenverbindung Germania Bonn (damals VC, später CC, heute eine Turnerschaft im Marburger Konvent).